# Сан Секондо Парменсе
Сан Секо̀ндо Пармѐнсе (на италиански: San Secondo Parmense, на местен диалект Sasgònd, Сазъгонд) е градче и община в северна Италия, провинция Парма, регион Емилия-Романя. Разположено е на 38 m надморска височина. Населението на общината е 5648 души (към 2010 г.).